# 韓資正
韓資正，又作韓正，金朝政治人物。
金太宗天会三年（1125年）正月戊子，同知宣徽院事韩资正加尚书左仆射。次年，靖康之变，金军围困开封府，宋钦宗派资政殿学士劉韐出使金营，金人命仆射韓資正安排他住在僧舍。韩正说：“粘罕国相知道你，现在要任用你了。”刘韐说：“偷生事奉二姓，有死不为。”韓資正说：“我国军中议立异姓为帝，想要以刘君代我韩正，可以带出家属，与其白白送死，不如北去取富贵。”刘韐仰天大呼，随后自缢身亡。